# Max Aarons
Maximilian James Aarons, detto Max (Hammersmith, 4 gennaio 2000), è un calciatore inglese, difensore dei Rangers in prestito dal Bournemouth.

## Biografia
È cugino di Rolando Aarons, anch'esso calciatore professionista.

## Caratteristiche tecniche
Terzino destro adattabile anche sulla sinistra, è dotato di grande accelerazione e di un ottimo controllo palla. Più abile nella fase offensiva che in quella difensiva, viene paragonato al connazionale Kieran Trippier.

## Carriera

### Club
Cresciuto nei settori giovanili di Luton Town e Norwich City, il 13 giugno 2018 firma il primo contratto professionistico con i Canaries, di durata triennale. Il 14 agosto esordisce in prima squadra, nella partita di Coppa di Lega vinta per 3-1 contro lo Stevenage. Due settimane più tardi segna la prima rete in carriera, nell'incontro valido per il secondo turno della Coppa di Lega vinto per 1-3 contro il Cardiff City. Dopo essersi imposto come titolare nel ruolo, il 10 ottobre prolunga fino al 2023. Al termine della stagione conquista la promozione in Premier League, che mancava al club giallo-verde da tre anni. Viene inoltre inserito nella migliore formazione del campionato cadetto inglese e premiato come miglior giovane della stagione.
Il 10 agosto 2023 viene acquistato dal Bournemouth.
Il 13 gennaio 2025 viene ceduto in prestito al Valencia.
Non riscattato dagli iberici, con cui ha trovato poco spazio, il 25 giugno 2025 viene ceduto in prestito ai Rangers.

### Nazionale
Dopo aver giocato anche nella nazionale inglese Under-19, nel 2021 ha partecipato agli Europei Under-21, vincendoli.

## Statistiche

### Presenze e reti nei club
Statistiche aggiornate al 16 agosto 2025.
| Stagione            | Squadra             | Campionato          | Campionato | Campionato | Coppe nazionali | Coppe nazionali | Coppe nazionali | Coppe continentali | Coppe continentali | Coppe continentali | Altre coppe | Altre coppe | Altre coppe | Totale | Totale | Totale |
| Stagione            | Squadra             | Comp                | Pres       | Reti       | Comp            | Pres            | Reti            | Comp               | Pres               | Reti               | Comp        | Pres        | Reti        | Pres   | Reti   |        |
| ------------------- | ------------------- | ------------------- | ---------- | ---------- | --------------- | --------------- | --------------- | ------------------ | ------------------ | ------------------ | ----------- | ----------- | ----------- | ------ | ------ | ------ |
| 2018-2019           | Norwich City        | FLC                 | 41         | 2          | FACup+CdL       | 0+2             | 0+1             | -                  | -                  | -                  | -           | -           | -           | 43     | 3      |        |
| 2019-2020           | Norwich City        | PL                  | 36         | 0          | FACup+CdL       | 3+1             | 0               | -                  | -                  | -                  | -           | -           | -           | 40     | 0      |        |
| 2020-2021           | Norwich City        | FLC                 | 45         | 2          | FACup+CdL       | 2+0             | 0               | -                  | -                  | -                  | -           | -           | -           | 47     | 2      |        |
| 2021-2022           | Norwich City        | PL                  | 34         | 0          | FACup+CdL       | 1+0             | 0               | -                  | -                  | -                  | -           | -           | -           | 35     | 0      |        |
| 2022-2023           | Norwich City        | FLC                 | 45         | 1          | FACup+CdL       | 1+2             | 0               | -                  | -                  | -                  | -           | -           | -           | 48     | 1      |        |
| Totale Norwich City | Totale Norwich City | Totale Norwich City | 201        | 5          |                 | 11              | 1               |                    | -                  | -                  |             | -           | -           | 212    | 6      |        |
| 2023-2024           | Bournemouth         | PL                  | 20         | 0          | FACup+CdL       | 1+2             | 0               | -                  | -                  | -                  | -           | -           | -           | 23     | 0      |        |
| 2024-gen. 2025      | Bournemouth         | PL                  | 3          | 0          | FACup+CdL       | 1+0             | 0               |                    | -                  | -                  |             | -           | -           | 4      | 0      |        |
| Totale Bournemouth  | Totale Bournemouth  | Totale Bournemouth  | 23         | 0          |                 | 4               | 0               |                    | -                  | -                  |             | -           | -           | 27     | 0      |        |
| gen.-giu. 2025      | Valencia            | PD                  | 4          | 0          | CR              | 1               | 0               |                    | -                  | -                  |             | -           | -           | 5      | 0      |        |
| 2025-2026           | Rangers             | SP                  | 2          | 0          | CS+CdL          | 0+1             | 0               | UCL                | 3                  | 0                  | -           | -           | -           | 6      | 0      |        |
| Totale carriera     | Totale carriera     | Totale carriera     | 230        | 5          |                 | 17              | 1               |                    | 3                  | 0                  |             | -           | -           | 250    | 6      |        |

### Cronologia presenze e reti in nazionale
| Cronologia completa delle presenze e delle reti in nazionale ― Inghilterra under 21 | Cronologia completa delle presenze e delle reti in nazionale ― Inghilterra under 21 | Cronologia completa delle presenze e delle reti in nazionale ― Inghilterra under 21 | Cronologia completa delle presenze e delle reti in nazionale ― Inghilterra under 21 | Cronologia completa delle presenze e delle reti in nazionale ― Inghilterra under 21 | Cronologia completa delle presenze e delle reti in nazionale ― Inghilterra under 21 | Cronologia completa delle presenze e delle reti in nazionale ― Inghilterra under 21 | Cronologia completa delle presenze e delle reti in nazionale ― Inghilterra under 21 |
| Data                                                                                | Città                                                                               | In casa                                                                             | Risultato                                                                           | Ospiti                                                                              | Competizione                                                                        | Reti                                                                                | Note                                                                                |
| ----------------------------------------------------------------------------------- | ----------------------------------------------------------------------------------- | ----------------------------------------------------------------------------------- | ----------------------------------------------------------------------------------- | ----------------------------------------------------------------------------------- | ----------------------------------------------------------------------------------- | ----------------------------------------------------------------------------------- | ----------------------------------------------------------------------------------- |
| 6-9-2019                                                                            | Izmit                                                                               | Turchia under 21                                                                    | 2 – 3                                                                               | Inghilterra under 21                                                                | Qual. Europeo Under-21 2021                                                         | -                                                                                   |                                                                                     |
| 9-9-2019                                                                            | Kingston upon Hull                                                                  | Inghilterra under 21                                                                | 2 – 0                                                                               | Kosovo under 21                                                                     | Qual. Europeo Under-21 2021                                                         | -                                                                                   |                                                                                     |
| 11-10-2019                                                                          | Maribor                                                                             | Slovenia under 21                                                                   | 2 – 2                                                                               | Inghilterra under 21                                                                | Amichevole                                                                          | -                                                                                   |                                                                                     |
| 15-10-2019                                                                          | Bletchley                                                                           | Inghilterra under 21                                                                | 5 – 1                                                                               | Austria under 21                                                                    | Qual. Europeo Under-21 2021                                                         | -                                                                                   |                                                                                     |
| 19-11-2019                                                                          | Doetinchem                                                                          | Paesi Bassi under 21                                                                | 2 – 1                                                                               | Inghilterra under 21                                                                | Amichevole                                                                          | -                                                                                   |                                                                                     |
| Totale                                                                              |                                                                                     | Presenze                                                                            | 5                                                                                   |                                                                                     | Reti                                                                                | 0                                                                                   |                                                                                     |

## Palmarès

### Club
- Football League Championship: 2

Norwich City: 2018-2019, 2020-2021

### Nazionale
- Campionato d'Europa Under-21: 1

Romania-Georgia 2023